# HTV-9
HTV-9 (inna nazwa Kounotori 9) – misja statku transportowego H-II Transfer Vehicle (HTV), wykonana przez japońską agencję JAXA w celu zaopatrzenia Międzynarodowej Stacji Kosmicznej.